# ادوارد ریچارد هلمز
ادوارد ریچارد هلمز (انگلیسی: Richard Holmes; ۲۹ مارس ۱۹۴۶ – ۳۰ آوریل ۲۰۱۱) نظامی، تاریخ‌نگار و مجری تلویزیون اهل بریتانیا بود.